# 王語嫣
王語嫣，金庸武俠小說《天龍八部》女主角之一，段正淳及李青蘿之女，從小生活在沒有男人的曼陀山莊。擁有「神仙姊姊」般美貌，新修版設定為對容顏十分在意。
單戀表哥慕容復，看遍天下武學秘籍，只為能和心上人多説上幾句話，但後來被棄之不顧，受段譽感動而與之相戀。新修版結局與阿碧一起回到精神失常的慕容復身邊陪伴照顧。段譽曾形容她「語笑嫣然，和藹可親」。其历史原型为大理宪宗段和誉的妃子王德妃。

## 生平
自小與母親生長在曼陀山莊內寸步未離。與表哥慕容復為青梅竹馬，因為表哥熱愛武功，因此為其熟讀各式武學秘笈，能看出各路英雄人物的武功招式，是位武學理論家，但是卻不愛武功亦不諳武功。最初於曼陀山莊內和大理王子段譽相見，段譽對王語嫣為之傾倒。其時恰逢江湖上傳言姑蘇慕容氏的謠言，語嫣心急表哥的處境，而與段譽首次離開曼陀山莊出外尋找表哥。故事中描述著王語嫣與段譽在江湖上的歷險故事，其中語嫣曾評丐幫幫主喬峰為當世武功奇才之一，「北喬峰」實高於「南慕容」。而後語嫣也曾多次與段譽共患生死，包括在碾坊指揮段譽阻殺追來的敵人，以及與西夏武士李延宗的對決；慕容氏誤闖萬仙大會上，段譽拯救語嫣免遭敵人的毒手。段譽雖然對於王語嫣一片痴心，不過王語嫣一心鍾情於表哥，後來表哥慕容復為了興復大燕欲爭取西夏駙馬的地位，王語嫣便曾跳崖自殺，得四大惡人與段譽諸人相救。而後王語嫣欲二度跳井尋死，得知表哥對於自己投井尋死之事不為關心，在心灰意冷之際投井，不料在井中的段譽與自己都相安無事，兩人遂於井中定情。事畢後，攜手同歸大理。隨後兩人被王語嫣生母所擒，而段譽也發現了王語嫣的身世秘密，但是兩人並非真正的兄妹。結局時，段譽與王語嫣成了一對且同回大理，遇上了發瘋的慕容復。但在新修版中則暗示回到慕容復身邊。

## 性格
天真爛漫、溫和柔順、端莊嫻雅。由於自小生長在曼陀山莊內而從不外出，性格不通世務，但是因為母親濫殺無辜，面對殺人放火，態度司空見慣。自小生長只與異姓表哥慕容復相處，兩人為青梅竹馬，而語嫣也痴戀表哥多年。又因為表哥喜愛武功，為了討表哥歡心而強迫自己研讀各路各式的武功秘笈，在許多場合上曾看破各大高手的武功來路，雖然惹來了許多麻煩，但是在必要時刻卻也相當關鍵。另外金庸在書中對於王語嫣的內心深處描寫較少，性格也就不如諸位主角鮮明。但段譽痴戀語嫣，讀者站在段譽的視角上，時常會感受到她性格涼薄。

## 相貌
與洞中玉像容貌一般無二，但端莊略帶稚氣，神清骨秀，端麗無雙，驚世絕艷，清麗絕俗，是一位絕世美女。

## 感情
王語嫣從小鍾情於表哥，對於心上人只是默默付出。語嫣對愛情也同樣執著，甚至為了表哥而甘願離開從小生長的山莊，踏入詭譎狡詐的江湖尋找表哥。儘管語嫣對於表哥的付出始終得不到回報，但是也同樣樂於與表哥相處，不因為鍾情於己的段譽頻頻向自己示好而失了分寸，始終與段譽保持距離。然而表哥欲拋棄自己去爭取西夏駙馬的地位，以助大燕復國之力。語嫣在表哥家臣公冶乾轉告下便曾因傷心欲絕而跳崖自殺。段譽與慕容復對話時，語嫣也因在一旁而聽的清清楚楚，只覺得段譽皆為肺腑之言，但是表哥不但不領情並且將段譽扔至枯井。語嫣在傷感下，得知表哥始終不顧自己的感情，甚至於自己欲投井時也不出手相救，最後跳入井中以報答段譽的恩情。然而在井中的段譽與語嫣2人皆相安無事，語嫣在經歷2度生死關卡、身心重生後，選擇接受段譽的感情，並且跟隨段譽，一直至枯井底時，方能領悟到兩情相悅的滋味。
在新修版《天龍八部》中，因段譽不便公然揭穿自己非段正淳親子身世（與王語嫣無同父兄妹關係，僅為堂兄妹），故繼續與王語嫣互稱兄妹，王語嫣不堪自身年老色衰憂鬱之苦，改去陪伴癡傻的表哥，直至故事結束，也未與段譽結為連理。

## 身世
王語嫣為逍遙派掌門無崖子、李秋水夫婦的外孫女。段譽之父段正淳早年在外拈花惹草時，與守寡的王夫人李青蘿所生，新版交待李青蘿當時丈夫已死，便逼迫段正淳回家殺了妻子娶她，段正淳不得不落荒而逃。而後王夫人與語嫣隱居在曼陀山莊內。語嫣父親早逝，書中曾提及語嫣傷父親早逝。王語嫣與姑苏慕容氏也有親戚關係，是以語嫣稱慕容復為表哥，稱慕容博為姑丈，稱慕容復之母為姑母。另外由於王夫人為無崖子和李秋水早年在大理無量山洞同居時所生，因此王語嫣也是無崖子、李秋水的外孫女，西夏银川公主的表姐。

## 相關人物
- 父親 - 段正淳
- 母親 - 李青蘿
- 異母姐妹 - 阿朱、阿紫、木婉清、鍾靈

|        |        |        |        |        |        |      |      |        |        |        |        | 無崖子 | 無崖子 | 無崖子 | 無崖子 | 無崖子            | 無崖子            |                   |                   | 李秋水            | 李秋水            | 李秋水 | 李秋水 | 李秋水 | 李秋水 |        |        |        |        |  |  |        |        |        |        |        |        |
|        |        |        |        |        |        |      |      |        |        |        |        | 無崖子 | 無崖子 | 無崖子 | 無崖子 | 無崖子            | 無崖子            |                   |                   | 李秋水            | 李秋水            | 李秋水 | 李秋水 | 李秋水 | 李秋水 |        |        |        |        |  |  |        |        |        |        |        |        |
|        |        |        |        |        |        |      |      |        |        |        |        |        |        |        |        |                   |                   |                   |                   |                   |                   |        |        |        |        |        |        |        |        |  |  |        |        |        |        |        |        |
|        |        |        |        |        |        |      |      |        |        |        |        |        |        |        |        |                   |                   |                   |                   |                   |                   |        |        |        |        |        |        |        |        |  |  |        |        |        |        |        |        |
| 段延慶 | 段延慶 | 段延慶 | 段延慶 | 段延慶 | 段延慶 |      |      | 刀白鳳 | 刀白鳳 | 刀白鳳 | 刀白鳳 | 刀白鳳 | 刀白鳳 |        |        | 李青蘿 （王夫人） | 李青蘿 （王夫人） | 李青蘿 （王夫人） | 李青蘿 （王夫人） | 李青蘿 （王夫人） | 李青蘿 （王夫人） |        |        | 段正淳 | 段正淳 | 段正淳 | 段正淳 | 段正淳 | 段正淳 |  |  | 段正明 | 段正明 | 段正明 | 段正明 | 段正明 | 段正明 |
| 段延慶 | 段延慶 | 段延慶 | 段延慶 | 段延慶 | 段延慶 |      |      | 刀白鳳 | 刀白鳳 | 刀白鳳 | 刀白鳳 | 刀白鳳 | 刀白鳳 |        |        | 李青蘿 （王夫人） | 李青蘿 （王夫人） | 李青蘿 （王夫人） | 李青蘿 （王夫人） | 李青蘿 （王夫人） | 李青蘿 （王夫人） |        |        | 段正淳 | 段正淳 | 段正淳 | 段正淳 | 段正淳 | 段正淳 |  |  | 段正明 | 段正明 | 段正明 | 段正明 | 段正明 | 段正明 |
|        |        |        |        |        |        |      |      |        |        |        |        |        |        |        |        |                   |                   |                   |                   |                   |                   |        |        |        |        |        |        |        |        |  |  |        |        |        |        |        |        |
|        |        |        |        | 段譽   | 段譽   | 段譽 | 段譽 | 段譽   | 段譽   |        |        |        |        |        |        |                   |                   | 王語嫣            | 王語嫣            | 王語嫣            | 王語嫣            | 王語嫣 | 王語嫣 |        |        |        |        |        |        |  |  |        |        |        |        |        |        |
|        |        |        |        | 段譽   | 段譽   | 段譽 | 段譽 | 段譽   | 段譽   |        |        |        |        |        |        |                   |                   | 王語嫣            | 王語嫣            | 王語嫣            | 王語嫣            | 王語嫣 | 王語嫣 |        |        |        |        |        |        |  |  |        |        |        |        |        |        |

## 影視形象

### 劇集
- 陳玉蓮：香港無綫電視《天龍八部》（1982年）
- 宋岡陵：台灣中視《天龍八部》（1990年）
- 李若彤：香港無線電視《天龍八部》（1997年）
- 劉亦菲：江蘇省廣播電視總台、九洲音像出版公司聯合出品《天龍八部》（2003年）
- 張檬：中國華策影視、東陽大千影視聯合出品《天龍八部》（2013年）
- 文詠珊：中國新麗傳媒《新天龍八部》（2021年）

### 電影
- 陳玉蓮：《新天龍八部》（1982年），新世紀電影公司